# 魔法少女ラヴィリオン
『魔法少女ラヴィリオン』（まほうしょうじょラヴィリオン）は、2009年2月27日にDualTailより発売されたアダルトゲームである。

## あらすじ
悪魔・アダレイドはあゆみとあおいを襲おうとするが、『地上の守護者』の使い・マナに妨害された。
しかも、マナはあゆみとあおいを魔法少女にしてしまった挙句、アダレイドの魔力を奪ってしまった。
復讐を企てるアダレイドは使い魔のクラウディオに、復讐と魔力の奪還を命じた。

## 登場人物
クラウディオ
主人公。元々は猫だったが、アダレイドの使い魔になって以来、彼女の出す任務を忠実にこなしている。
黒髪の人間の青年に変身することができるが、猫としての性質も残っている。
未来 あゆみ
声 - 早乙女綾
成り行きで魔法少女になってしまった少女。前向きな性格で、自分は選ばれた存在だと思っている。
海野 あおい
声 - 咲ゆたか
あゆみのクラスメートで、魔法少女になってしまったことに対しては消極的。彼女自身はいたって冷静な性格。
マナ
声 - 春日アン
アダレイドらと対立する『地上の守護者』の使いだが、かなりドジな性格。
アダレイド
声 - 平野響子
クラウディオの主人である上級悪魔。欲望や快楽を魔力に変換して自分のものにすることができる。
魔力を大きくそがれてしまって以来、エネルギー節約のために幼女"ロリレイド"になる。

## スタッフ
- 企画制作 - dualtail
- ディレクション - イルカ
- 原画 - トシぞー
- シナリオ - annmin、イルカ、内山涼介
- スクリプト - 樋舘誠、け～まる、三軒茶屋
- サウンド - 山本秀樹（ビーツー）
- CG監修 - トラ
- CG - 詠餉、ちゅるり
- 広報 - ツギノミヤ
- 主題歌 - encounter+『DIVE』